# Estado Portuguesa
Portuguesa es uno de los veintitrés estados que, junto con el Distrito Capital y las Dependencias Federales, forman la República Bolivariana de Venezuela. Su capital es Guanare. Está ubicada en la región centroccidental limitando al norte con Lara, al este con Cojedes, al sur con Barinas y al oeste con Trujillo. Posee 14 municipios autónomos y 39 parroquias civiles. Sus principales ciudades son: Guanare, Acarigua y Araure. es considerado "El Granero de Venezuela" por la gran cantidad de productos agrícolas que allí se obtienen.

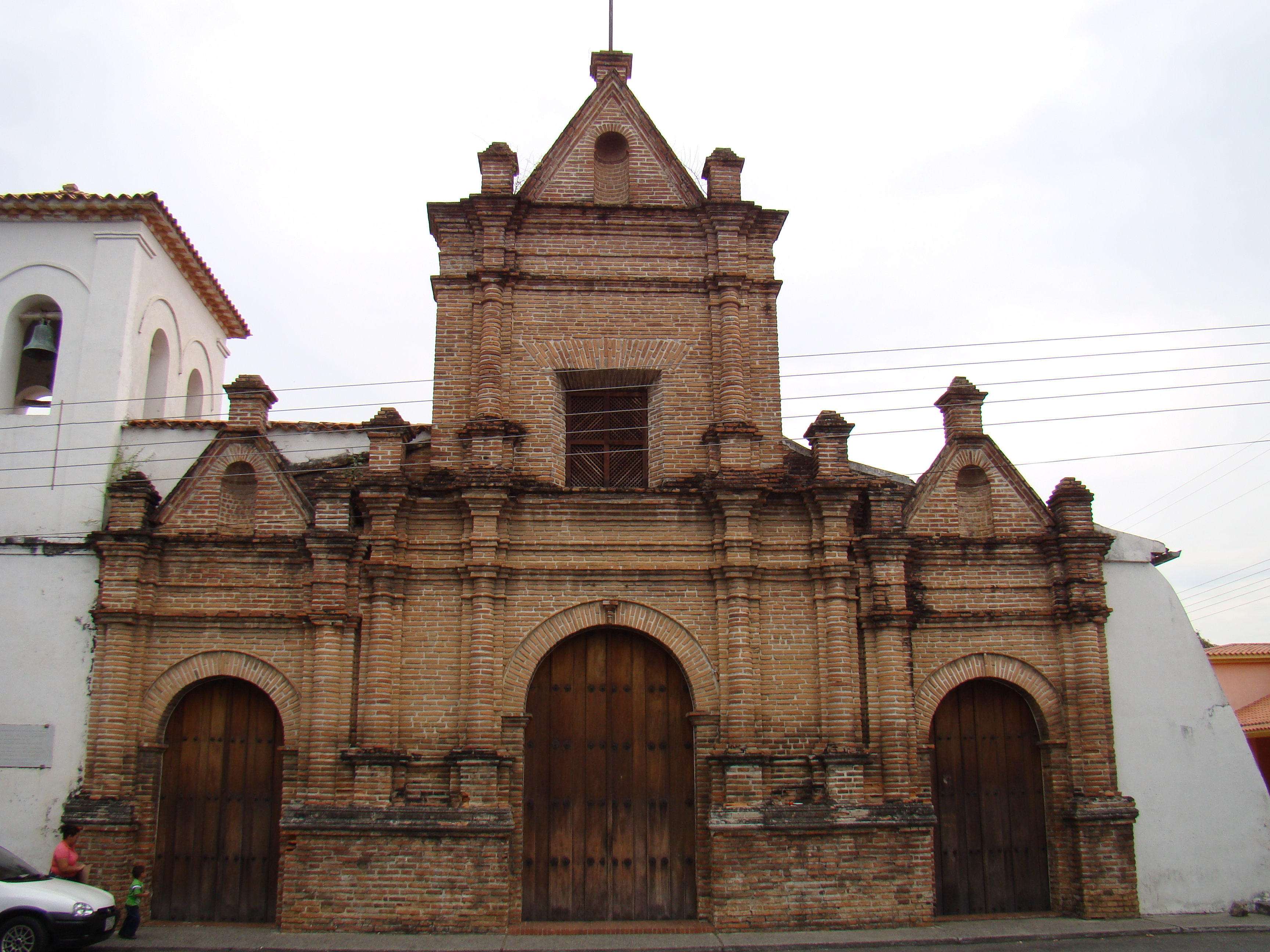
Iglesia de Nuestra Señora del Pilar construida en el siglo XVIII

## Toponimia
El estado fue designado con ese nombre a partir del 4 de agosto de 1909. Según relata el apólogo, se debe al trágico desenlace de una joven de origen portugués que pereció ahogada en las aguas del antiguo y caudaloso río Temerí; ella acompañaba posiblemente a los conquistadores que fundaron a Guanare, capital del Estado. A raíz de este acontecimiento se desprende el gentilicio que identifica al río y al Estado.

## Historia
El territorio donde actualmente se encuentra Portuguesa fue habitado por diversas etnias amerindias. Entre estos se encontraban los cuibas y los caquetíos, así como diversos grupos de guamos. Estos últimos se dedicaban ante todo a la pesca y recolección.
Nicolás Federmann y sus tropas españolas y alemanas exploraron el territorio por primera vez hacia 1530. El 15 de diciembre llegaron a un pueblo llamado Hacarigua, que luego se convertiría en el español Acarigua. En 1561 un grupo liderizado por portugueses, se estableció en Guanare. El fundador de la ciudad europea fue João Fernandes de León, originario de Vila Nova de Portimão.
Hacia noviembre de 1657 llegaron los primeros misioneros católicos a la región de Guanare y Acarigua y comenzaron a predicar entre los guamonteyes y otros grupos. En 1696 es fundada El Pilar de Araure.

### Época precolombina
En la era prehispánica, el territorio de los llanos venezolanos fue habitado por grupos que llegaron desde la región amazónica por vía fluvial (probablemente Colombia o Ecuador).
La ocupación más antigua que se conoce ocurrió entre 300 y 600 a. C. en los llanos de Barinas y Portuguesa, quizás por ser uno de los menos afectados por las inundaciones periódicas de la región.
Durante los siguientes 1200 años, estas comunidades se desplazaron hacia el norte de Venezuela y también recibieron la influencia de grupos procedentes del Orinoco. Entre las huellas que dejaron estos habitantes precolombinos se encuentran numerosos petroglifos de figuras geométricas, antropomorfas y zoomorfas, así como una compleja red de calzadas que se cree servían para desecar pantanos o controlar las aguas. Dejaron además un sistema de montículos que posiblemente tenía funciones de vigilancia, funerarias o de refugio para los períodos de mayor inundación.

### Colonización española
Varias expediciones de los Welser de Augsburgo, procedentes de Coro al mando de Nicolás Federmann y Georg von Spira, hacia el año de 1534 se encaminaron al piedemonte andino y cruzaron el actual territorio de los Llanos.
En 1542, las huestes de Felipe von Hutten procedentes de Coro, visitan la región camino de Barinas, pero son rechazadas por los indígenas Omaguas y Hutten resulta herido. 
Los conquistadores españoles Diego Ruiz de Vallejo y Juan Ruiz de Villegas iniciaron en 1549 la exploración de las tierras ubicadas en el oriente de la cordillera de Los Andes. Décadas después, el 3 de noviembre de 1591, Juan Fernández de León fundó Espíritu Santo del Valle de Guanaguanare, hoy Guanare. Su nombre en lengua indígena quiere decir ‘Lugar de gaviotas’ e igualmente, ‘Tierra entre ríos’.
El nombre del estado proviene del río Portuguesa, el cual cruza la entidad. Cuenta una leyenda, que obtuvo esta denominación a raíz de que una mujer oriunda de Portugal se ahogó en sus aguas.

### Siglo XIX
Entre las acciones guerreras emprendidas por Bolívar desde el occidente en la Guerra de Independencia se destaca la Batalla de Araure en la que Simón Bolívar vence a José Ceballos. Con Santiago Mariño desde el oriente, Venezuela estaba bajo el control de los patriotas a mediados de 1813, a excepción de las provincias de Guayana y de Maracaibo. En septiembre de 1813 los realistas recibieron refuerzos desde Cádiz extendiéndose a los enfrentamientos armados por todo el país, mientras los éxitos de los patriotas continuaron hasta fines de 1813.
El 3 de diciembre de 1813 tuvo conocimiento Simón Bolívar de que las fuerzas realistas (3500 hombres), bajo el mando del brigadier José Ceballos, se habían reunido con las de José Yáñez en la villa de Araure (Edo. Portuguesa), y en virtud de ello, dispuso que todos los cuerpos que se hallaban en El Altar y Cojedes concurriesen a la concentración que se llevaría a cabo en el pueblo Agua Blanca.
El día 4 marcharon los republicanos hacia Araure y acamparon a unos 1000 m del poblado, frente a los realistas, los cuales se habían desplegado a la entrada de la montaña del río Acarigua; con sus alas apoyadas en sendos bosques y cubierto su frente por una pequeña laguna; su espalda estaba guarnecida por un bosque; disponían, además, de diez piezas de artillería.
El día 5, la descubierta republicana empeñó la acción y de inmediato se vio flanqueada y cortada por una columna de caballería. La pequeña fuerza atacante fue virtualmente destruida. Entretanto, Simón Bolívar desplegaba en batalla sus divisiones, para reanudar el ataque. El coronel Manuel Villapol se colocó a la derecha; el coronel Florencio Palacios en el centro y el teniente coronel Vicente Campo Elías, con el batallón Barlovento, a la izquierda.
La caballería cubría los dos flancos del dispositivo. Como reserva fue destinado un cuerpo de caballería. Ante el ataque republicano, Ceballos hizo marchar su caballería contra la derecha de los atacantes, para distraerlos y desordenarlos, pero Bolívar, atento a este movimiento, empeñó su reserva, la cual desordenó y puso en fuga a la caballería contraria.
Esta intervención de Bolívar permitió la ruptura del frente enemigo, acción que produjo gran confusión dentro de la posición defensiva, con el consiguiente triunfo de los republicanos.
Una división fue encargada de recorrer el campo de batalla, el cual quedó cubierto de cadáveres y suministros de todas las clases, en tanto que de la persecución de los vencidos se encargó el propio Bolívar. Las fuerzas republicanas marcharon ese día a Aparición de la Corteza, donde Bolívar fijó su cuartel general provisional.
La batalla comenzó al amanecer y tuvo una duración de seis horas, aproximadamente. Las tropas realistas eran numéricamente superiores a los efectivos patriotas. Quedaron en poder de los patriotas 200 prisioneros, cuatro banderas y numerosas piezas de artillería. En este solo choque, apasionado y violento, perecieron alanceados más de 500 jinetes de Yáñez, el Ñaña de los llaneros. Aquí peleó el batallón que en la pasada jornada de Barquisimeto fue castigado por el Libertador, negándole el nombre y el derecho a llevar bandera.
El 10 de abril de 1851, por decreto del Congreso de la República bajo el mandato del general José Gregorio Monagas, el territorio que actualmente conforma el estado Portuguesa pasó a ser provincia, con Guanare como su capital. 

#### Guerra Federal
La guerra federal fue aún más devastadora que la guerra emancipadora en los Estados Portuguesa, Apure y Barinas. Sobre todo en Portuguesa fue donde más se significó, ya que además de los atropellos y la pérdida de vidas en los enfrentamientos, las partidas de guerrilleros incontrolados, las pasiones y las rencillas produjeron más muertes y desgracias que los combates; además, los incendios provocados en casas, haciendas y corrales de ganado que sumieron en la ruina a muchas familias de entonces.
En los días de este incontrolado movimiento y en las inmediaciones de Araure, concretamente en Tapa de Piedra, el 4 de abril de 1859, se escenificó un cruento combate entre las fuerzas revolucionarias del general Zamora y las del conservador Manuel Herrera. Después de casi tres horas de enfrentamiento, Herrera perdía la contienda y tuvo que huir con los sobrevivientes camino de Ospino.
A raíz de la Revolución Federal en 1866, se decidió unir las entidades Zamora y Portuguesa en una sola y llamarla estado Zamora. Más tarde, con Antonio Guzmán Blanco en el poder, la división territorial se redujo a siete estados, por lo que Portuguesa pasó a integrar el estado Sur de Occidente, junto con Cojedes y Zamora.

### Siglo XX
A finales del siglo XIX, la Revolución Restauradora le devolvió al país la división política en 20 estados y, en consecuencia, Portuguesa y Cojedes volvieron a ser Zamora. Finalmente, el 5 de agosto de 1909 se promulgó la Constitución Nacional, que establecía que Venezuela estaría conformada por un Distrito Federal, dos Territorios Federales y 20 estados, uno de los cuales sería Portuguesa con capital en la Ciudad de Guanare.
Como la mayoría de los estados llaneros, Portuguesa estuvo prácticamente incomunicada con el centro del país hasta mediados del siglo XX. La única forma de trasladarse de esta entidad a otra era mediante carretas tiradas por caballos o bueyes, o empleando las vías fluviales. 
Posterior al derrocamiento del General Isaías Medina Angarita, la Junta Revolucionaria de Gobierno comienza a materializar los proyectos existentes que diseñaron los anteriores gobernantes sobre el desarrollo agrícola sustentable basado en la colonización de grandes extensiones. Fue en la década de los 40, cuando comenzaron los trabajos de la carretera de Los Llanos, que significó el despegue económico de la región. La fundación de la Colonia Agrícola de Turén mediante el trabajo de 20.000 inmigrantes refugiados, en su mayoría italianos, impulsó el plan arrocero, y la incorporación de cientos de hectáreas de tierras bajo riego fueron claves para el desarrollo y crecimiento de este estado conocido como el granero de Venezuela.
Dentro de esta realidad se adoptó un modelo desarrollista con evidente influencia de los Estados Unidos. Dicho modelo hizo posible el establecimiento de relaciones sociales de producción en el sector agrícola basados en el capitalismo. En este orden de ideas, a finales de la década de 1940 y comienzos de 1950, se inicia un "Proyecto de Estado" denominado Unidad Agrícola de Turen (U.A.T.), que se concretó sucesivamente en la Colonia agrícola de Turén. Para tal fin, el gobierno a través de la diplomacia itinerante hizo uso de los convenios internacionales suscritos durante la postguerra sobre ayuda a refugiados y puso en práctica la política de fronteras abiertas de inmigración selectiva impulsada por el general Marcos Pérez Jiménez, en donde ingresaron europeos (en su mayoría italianos, españoles y alemanes) con tradición agrícola que compartieron labores con ciudadanos venezolanos provenientes de diversas regiones de la República. En 1949, la Unidad o Colonia Agrícola de Turén, la más ambiciosa experiencia de este tipo jamás realizada en un país caribeño, fue iniciada a ser realizada. Ubicada, así como la colonia Tovar, en una zona de montañas, el futuro Granero de Venezuela abrigó, junto a una minoría de agricultores locales, una babel de inmigrantes de varios países. Inicialmente fueron sobre todo europeos orientales, llegados por medio de la "International Refugee Organization", muchos de ellos germanos étnicos provenientes de Rumanía, pero ya en el comienzo de los años ’50 los italianos y alemanes pasaron a constituir la mayoría relativa de la población inmigrante.

## Geografía

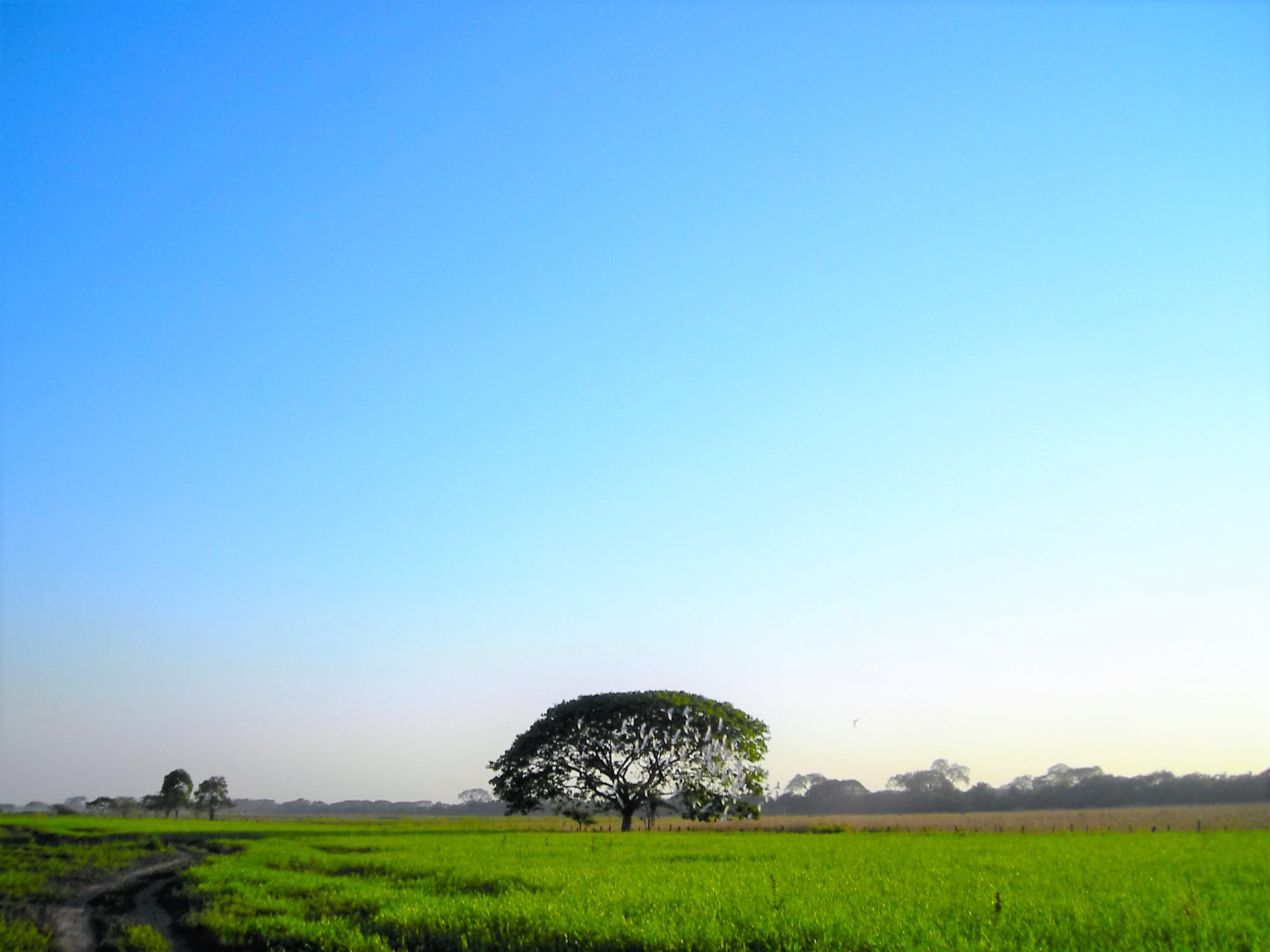
Paisaje de Los Llanos de Portuguesa.

El estado posee una superficie de 15.200 kilómetros cuadrados lo que representa el 1,65% de la superficie total de Venezuela. La mayor parte de su territorio es plano y corresponde a los Llanos Occidentales. Al noroeste tiene montañas y colinas de la Cordillera de los Andes. La zona montañosa andina hacia el Oeste y Noroeste, con alturas superiores a los 3000 m, en donde se abren los valles de Chabasquén y Biscucuy, en cuyas colinas se cultivan café y frutos menores. Con 1.024.300 habitantes para 2017 ocupa el lugar número 12 entre las entidades federales más pobladas de Venezuela.

### División político-territorial
El estado Portuguesa está dividido en 14 municipios y 28 parroquias.

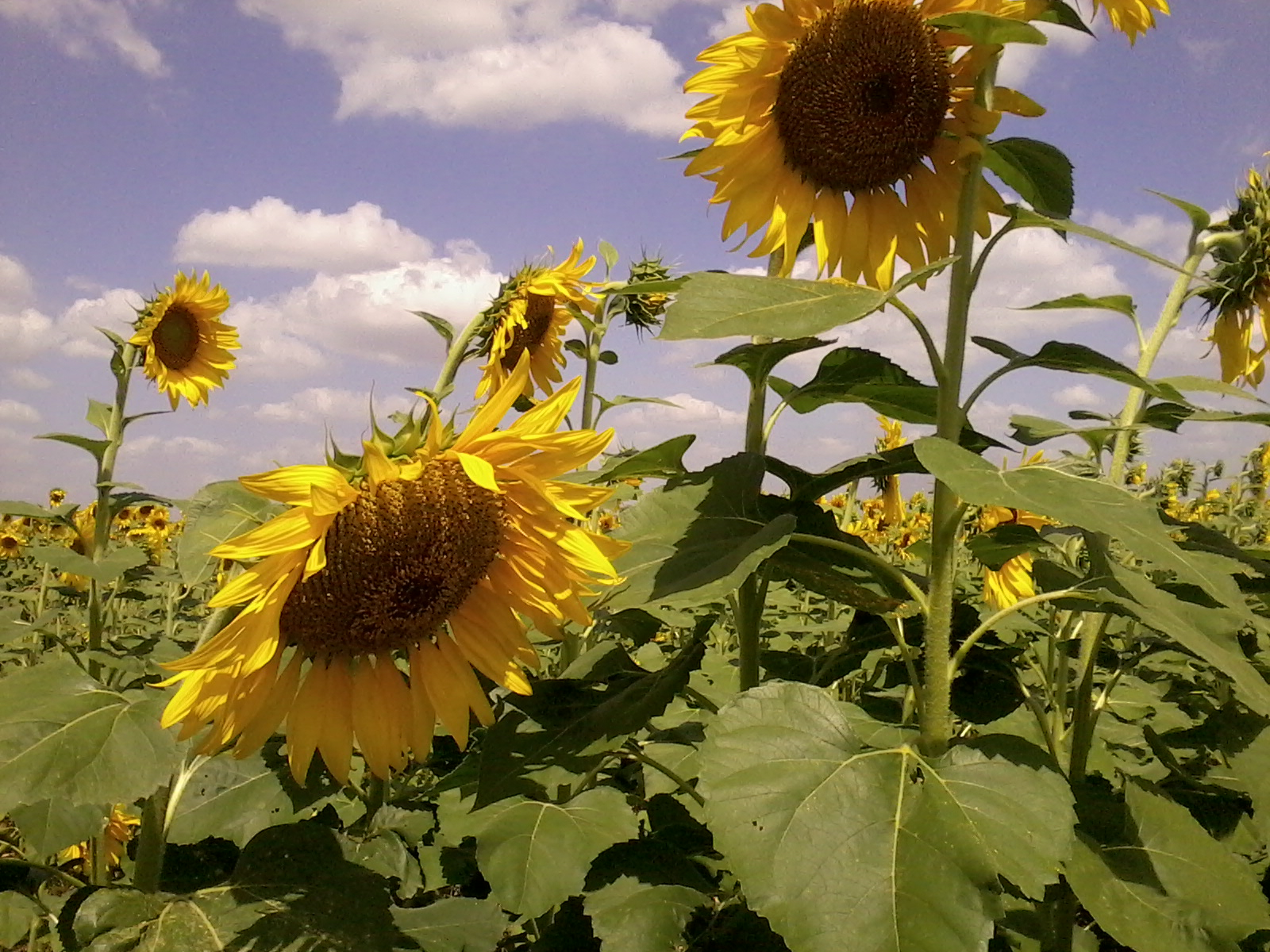
Girasoles en el Municipio Turen.

| Municipios de Portuguesa |
| --- |
| Lara Cojedes Barinas Trujillo Araure Agua · Blanca Esteller Guanare Guanarito Ospino Páez Papelón Onoto Santa Rosalía Sucre Turén Unda San Genaro · de Boconoíto |

### Hidrografía

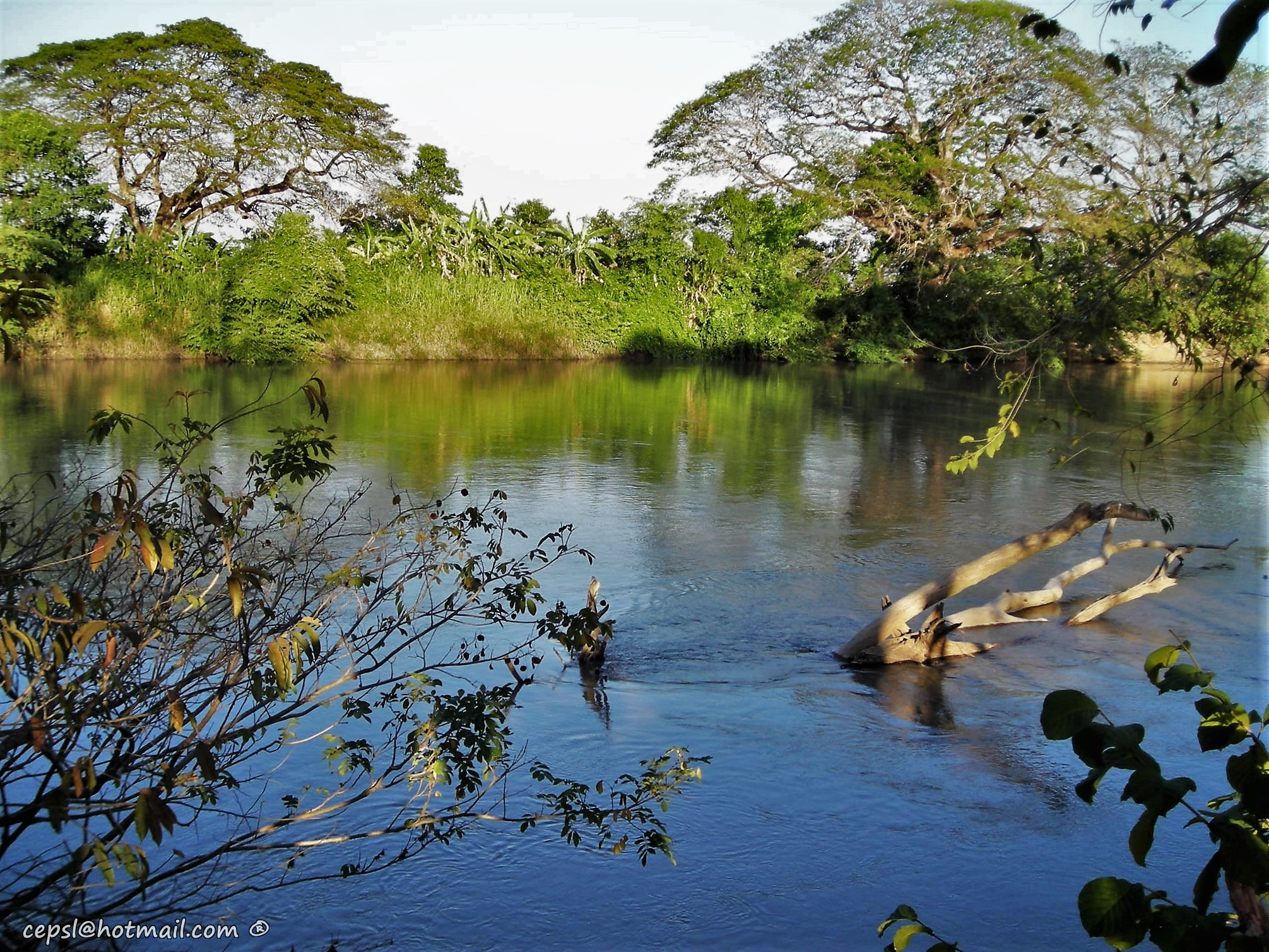
Río Guanare, Estado Portuguesa.

Algunos cursos de agua incluyen: Rojo Portuguesa, Caño Guamal, y Caño Amarillo, que corresponde al antiguo cauce del río Acarigua que es alimentado por el cauce antes mencionado durante la época de verano; además del Caño Turen, Caño El Toro,  Caño Durigua, Caño Colorado, Caño Canaguapa, Caño Maratán, Quebrada Paso Real, Quebrada Curpa, Quebrada Cambural, y la Quebrada de Araure.
El Río Acarigua, pasa por el Oeste del municipio Acarigua y sirve de límite con el Municipio Esteller.

### Fauna
En algunos sitios, la fauna puede encontrarse distribuida de la siguiente manera:
- Mamíferos: Rabipelado (Didelphis marsupialis) Comadreja lanuda (Caluromys philander), Marmosa comúm (Marmosa robinsoni,6 Conejo babanero (Silvilagus floridanus), Picures o acures de monte (Cavia aperea).
- Aves: Ponchas o soisolas (Crupturellus erythropus), Patos silvadores (Dendrocygna spp), Patos zambullidores (aythya affinis), Paují culoblanco (Crax alector y Loro común (Amazona spp).
- Reptiles: Galápago llanero (Podocnemis vogli), Terecay (Podocnemis unifilis) e Iguana (Iguana iguana).
- Crustáceos: Camarón duende (Dendrocephalus geayi), Cangrejo (Dilocarcinus dentatus), Camarones (Macrobrachium amazonicum, Macrobrachium jelskii, Macrobrachium reyesi, Palaemonetes mercedae).
- Moluscos: Almejas de río (Anodontites gunarensis y Mycetopoda pittieri), caracoles acuáticos (Aplexa rivalis y Thiara granifera) Pomaceas, corobas y guaruras (Pomacea aurostoma, Pomacea crassa, Pomacea dolioides, Pomacea falconensis, Pomacea glauca, Pomacea interrupta, Pomacea urceus)

### Clima
Tiene un clima relativamente homogéneo, donde la temperatura mínima promedio oscila entre los 20º y 35 °C., siendo ésta regulada por los vientos provenientes del golfo de Venezuela y los alisios que remontan los Llanos, los cuales producen áreas de nubosidad y lluvias torrenciales frecuentes.

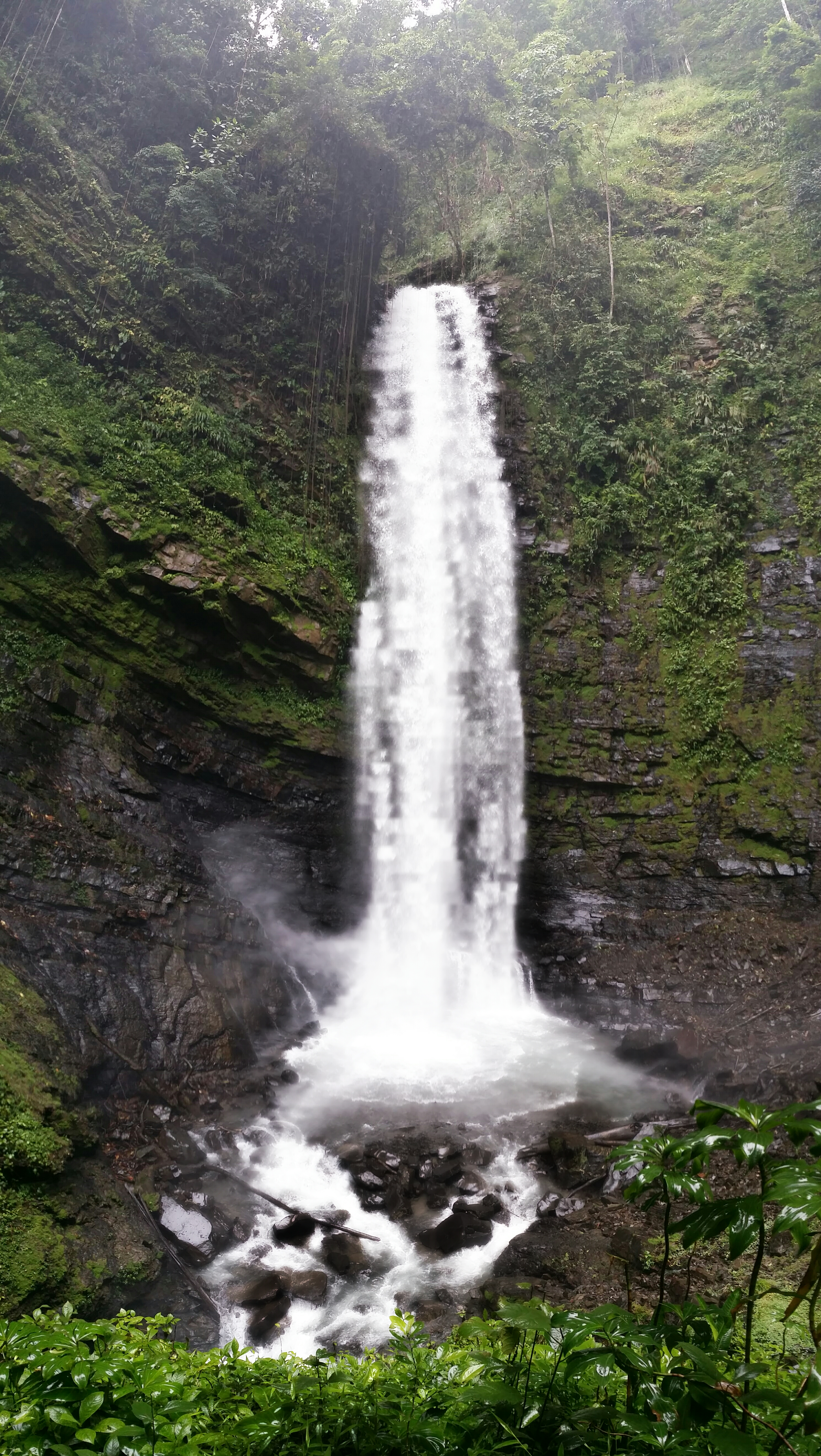
Chorro San Juan de la Montaña en Portuguesa

Un clima de Sabana típico de la zona llanera de Venezuela donde se encuentra ubicada Guanare. Tiene dos periodos bien marcados, uno seco, que va de diciembre a abril, y otro lluvioso de mayo a noviembre.
Durante principios de la sequía (diciembre, enero y febrero) se caracteriza por la escasez de lluvias, y una gran amplitud térmica, donde en las noches por lo general son frescas, madrugadas con hasta 19 °C, y por el día mucho calor (max 29-31 °C). Es esta también la época más ventosa del año. Hacia el mes de marzo y comienzos de abril, la amplitud térmica diaria se reduce un poco, trayendo consigo la temporada más calurosa en el pueblo. La temperatura más baja registrada es de 17 °C el 5 de abril de 1984 y la más alta de 41 °C durante varias ocasiones y olas de calor ocurridas con el fenómeno El Niño.

## Economía
La principal actividad económica de Portuguesa es la agricultura. Actualmente se desarrolla un programa de carácter nacional para la modernización de la agricultura. Los rubros de mayor producción en la entidad son maíz, arroz, ajonjolí, algodón, sorgo, caña de azúcar, tabaco y café. En la actividad pecuaria se destaca la cría de bovinos y porcinos. También, recientemente la actividad turística junto con la explotación petrolera están tomando importancia en la economía estadal. Portuguesa es el estado que ocupa el primer lugar como productor de rubros agrícolas en el país, produce el 50% maíz, 65% de arroz, 52% de caña de azúcar, 70% de girasol y 95% de ajonjolí.
En las ciudades de Guanare y Acarigua-Araure las industrias han aumentado, especialmente la azucarera, plantas procesadoras de arroz y maíz. La conurbación Acarigua-Araure ha presentado en los últimos 10 años un gran crecimiento en el sector viviendas y comercial, con la construcción de grandes proyectos urbanísticos en lo que es la zona norte de la ciudad. Entre los mayores proyectos urbanísticos se pueden mencionar:
- Urb. Bosques de Camoruco
- Urb. Llano Alto
- Villa Antigua
- Plaza Antigua
- Villa Colonial
- Agua Clara
- Entre otros.

Los mayores proyectos comerciales son:

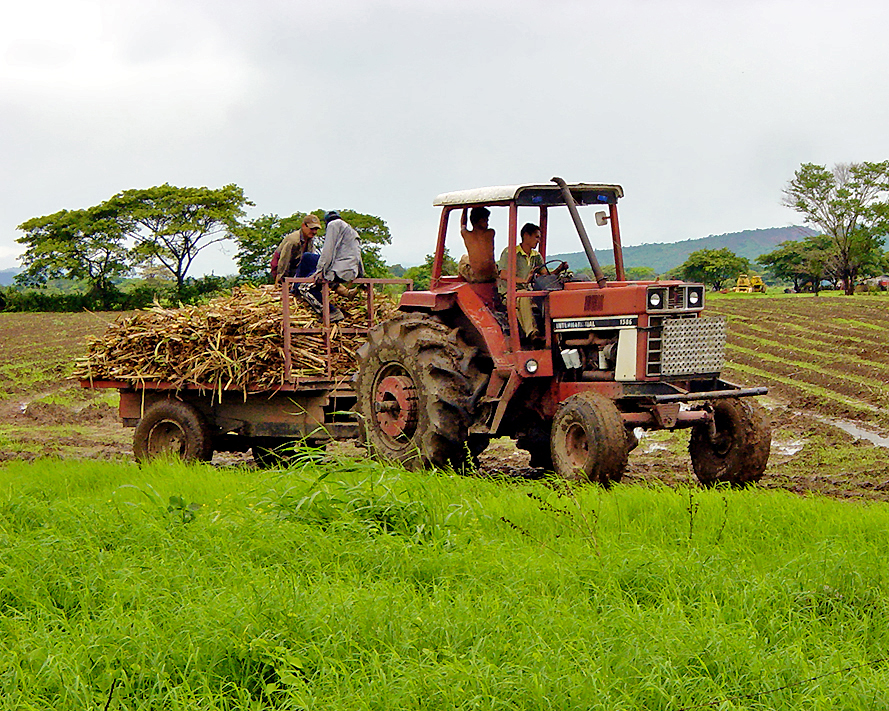
Trabajadores agrícolas en el estado Portuguesa

- Centro Comercial y conjunto residencial Terrabosco (Construido), ubicado en Acarigua
- Llano Mall Ciudad Comercial (Acarigua)
- Centro Comercial Buenaventura (Araure)

Además, la actividad maderera es de gran importancia por la producción de madera en rola. Caoba,  jabillo, merecure, palma llanera, puy.

## Turismo
El balneario Quebrada de Araure es uno de sus atractivos principales Se trata de una quebrada de claras y limpias aguas, localizada en la vía Araure-Acarigua, donde los turistas pueden disfrutar de un agradable rato. Cuenta, además, con un parque recreacional donde se puede divertir toda la familia.
Entre los sitios históricos resaltantes, destaca El Túmulo, un monumento a la batalla de Araure, que se encuentra a un lado de la carretera Panamericana. Esta lucha fue especial, pues constituyó uno de los dos únicos combates que hizo Simón Bolívar cuerpo a cuerpo.
La iglesia Nuestra Señora del Pilar de Zaragoza, localizada frente a la plaza Bolívar, es otra parada obligada en Araure. Su arquitectura conserva el estilo colonial, propio del siglo XVIII, mezclado con el barroco que le otorga gran majestuosidad. Es la única iglesia colonial de Venezuela que cuenta con un coro independientemente de las puertas de entrada principal del templo. Allí fue bautizado José Antonio Páez, y fue aquí donde en 1813 El Libertador Simón Bolívar oró antes del triunfo de la Batalla de Araure. Fue declarada Monumento Nacional en 1955.

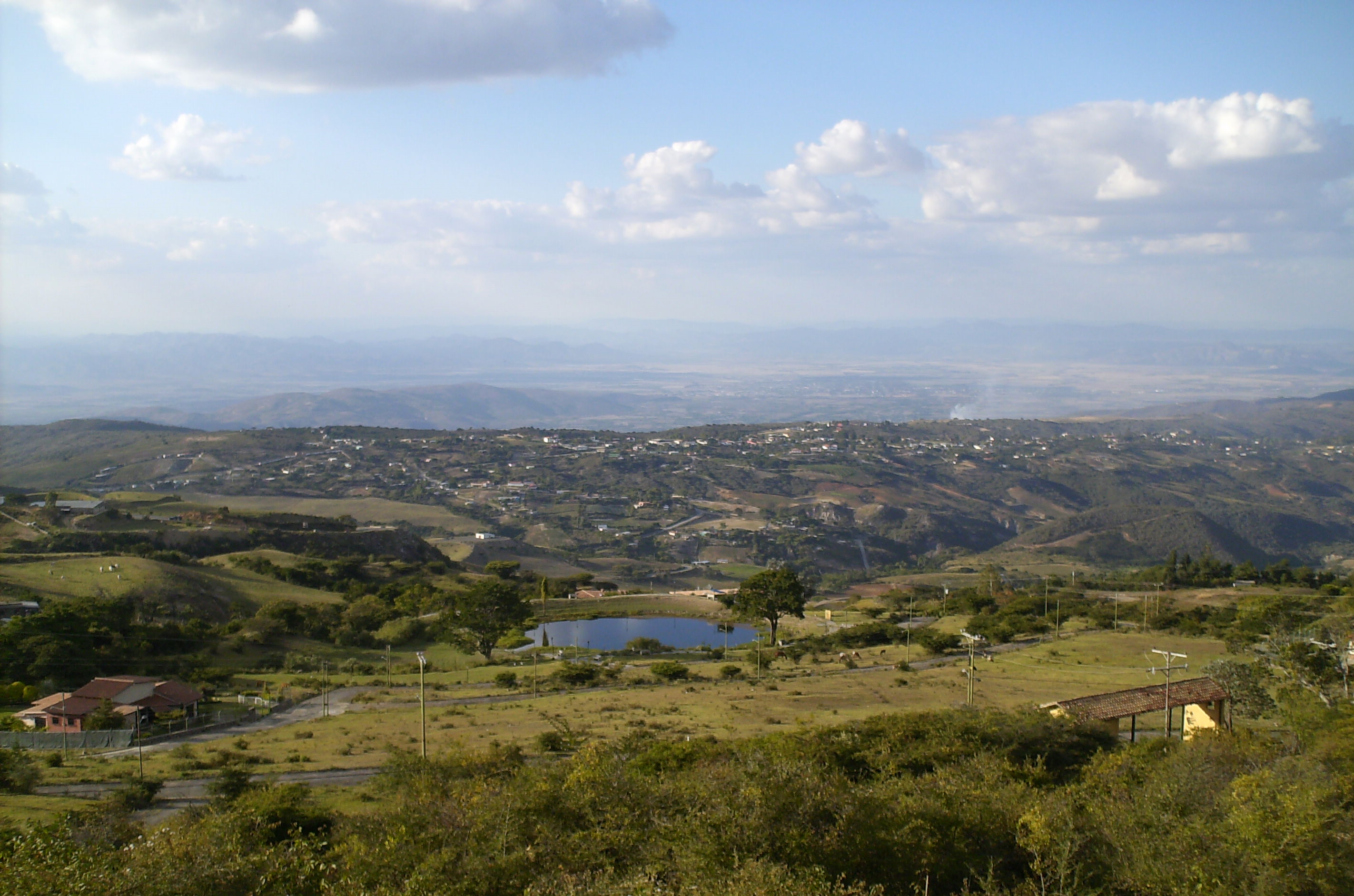
Paisaje de Guanare, Estado Portuguesa

Otro lugar destacado es el Parque Mittar Nakichenoviche, quien fuera un Ingeniero Ambiental de origen Yugoslavo, llegado a esta zona en 1949, con la noble tarea de reforestar vastas áreas, encontradas hasta ese entonces en un deplorable estado. Este parque se crea para proteger la cuenca hidrográfica donde nace la Quebrada de Araure.

### Patrimonios naturales
- Chorro de San Miguel
- Balneario Quebrada de Araure, una quebrada de claras y limpias aguas, localizada en la vía Araure-Acarigua, que cuenta con un parque recreacional utilizado por muchas familias locales.
- Balneario Río Saguaz, ubicado en la carretera Biscucuy - Chabasquén
- Balneario Natural del Río Acarigua, y sitio de Pesca, (en Tiempo Invernal)
- Balneario Sabanetica
- Balneario Quebrada de Leña
- Balneario el Mamón
- Balneario Los Arroyos
- Balneario Quebrada de Araure, conocido como «El Dique»
- Balneario Curpa (Municipio Páez)
- Balneario Quebrada de Williams Rumbos, conocido como «La Loba»

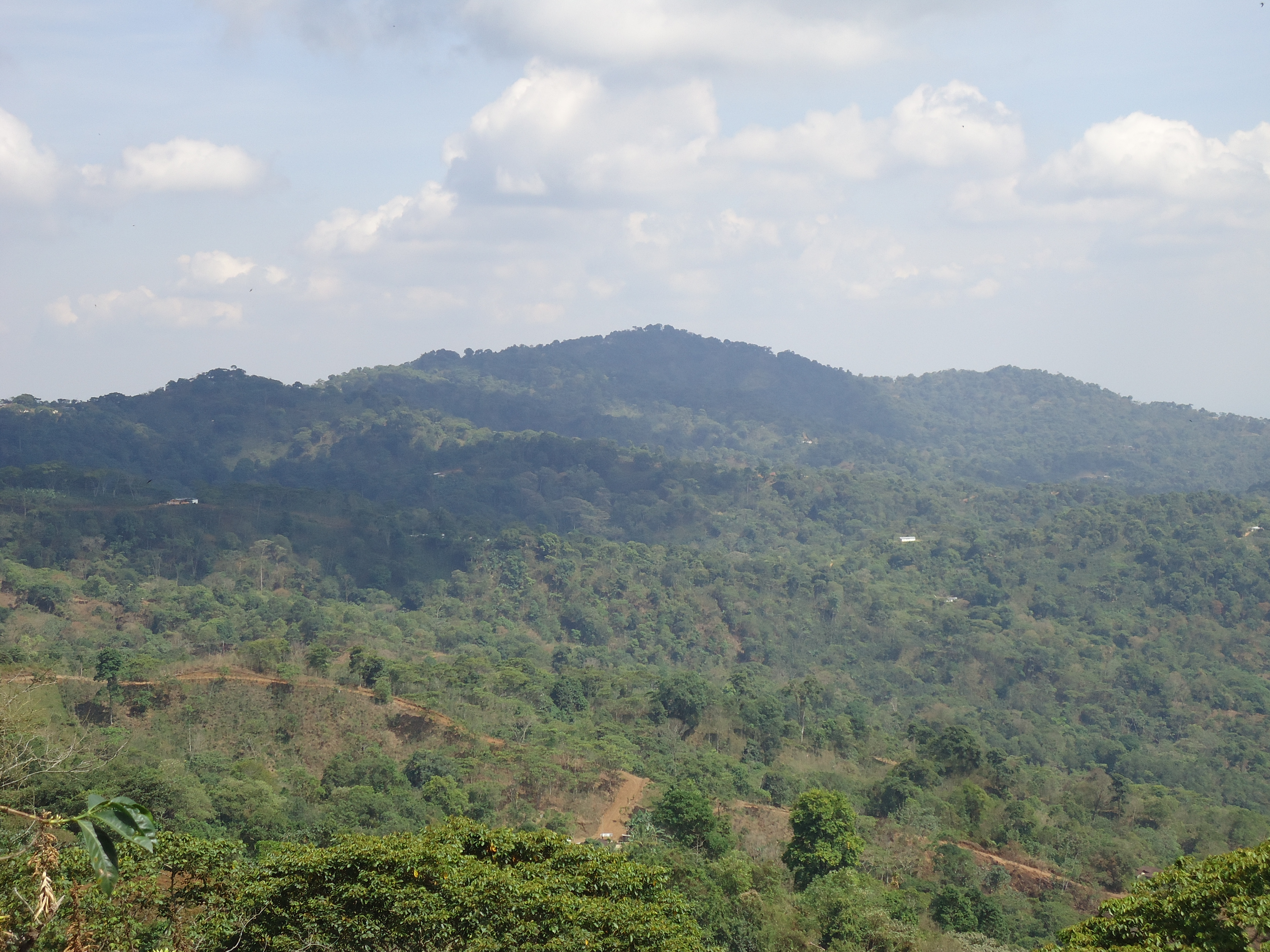
Paisaje montañoso en el Municipio Sucre del Estado Portuguesa

### Parques
- Parque Nacional Dinira
- Parque Nacional Terepaima
- Parque Nacional Yacambú
- Parque Nacional Guaramacal
- Parque Nacional El Guache
- Parque Recreacional Los Samanes, fue construido en 1983. La tradición cuenta que bajo los frondosos samanes que actualmente conforman el parque, acampó el ejército del Libertador Simón Bolívar durante la Campaña Admirable de 1813.
- Parque José Antonio Páez, Al suroeste de Guanare, se halla este complejo ferial que cuenta con 13,8 hectáreas desarrolladas. El 5% del terreno tiene instalaciones como el Pabellón de Exposiciones, el Centro de Convenciones y el Museo de los Llanos. Fue inaugurado en 1993, es considerado el pulmón vegetal del municipio Guanare.
- Zona Protectora Mitar Nakichenovich (Parque Mitar), gran pulmón vegetal de Acarigua-Araure.
- Parque Musiú Carmelo, se encuentra ubicado al lado del Terminal de Pasajeros de Acarigua-Araure.
- Parque Curpa, Conocido popularmente como el parque José Antonio Páez lugar donde abundan árboles frondosos y un río que bordea el este de la ciudad de Acarigua, es también inmenso pulmón natural y referencia obligada para todos los locales.
- Parque-Zoológico «Mano» Nerio Duin Anzola.
- Parque Raúl Leoni
- Parque Recreacional Acarigua I
- Parque Recreativo Las Majaguas
- Parque Algarobo sede de Indera-Municipio Páez

### Patrimonios Edificados
- Santuario de Nuestra Señora de CoromotoFinca Mi Esperanza a las afueras de Guanare
- Museo de Los Llanos en Guanare

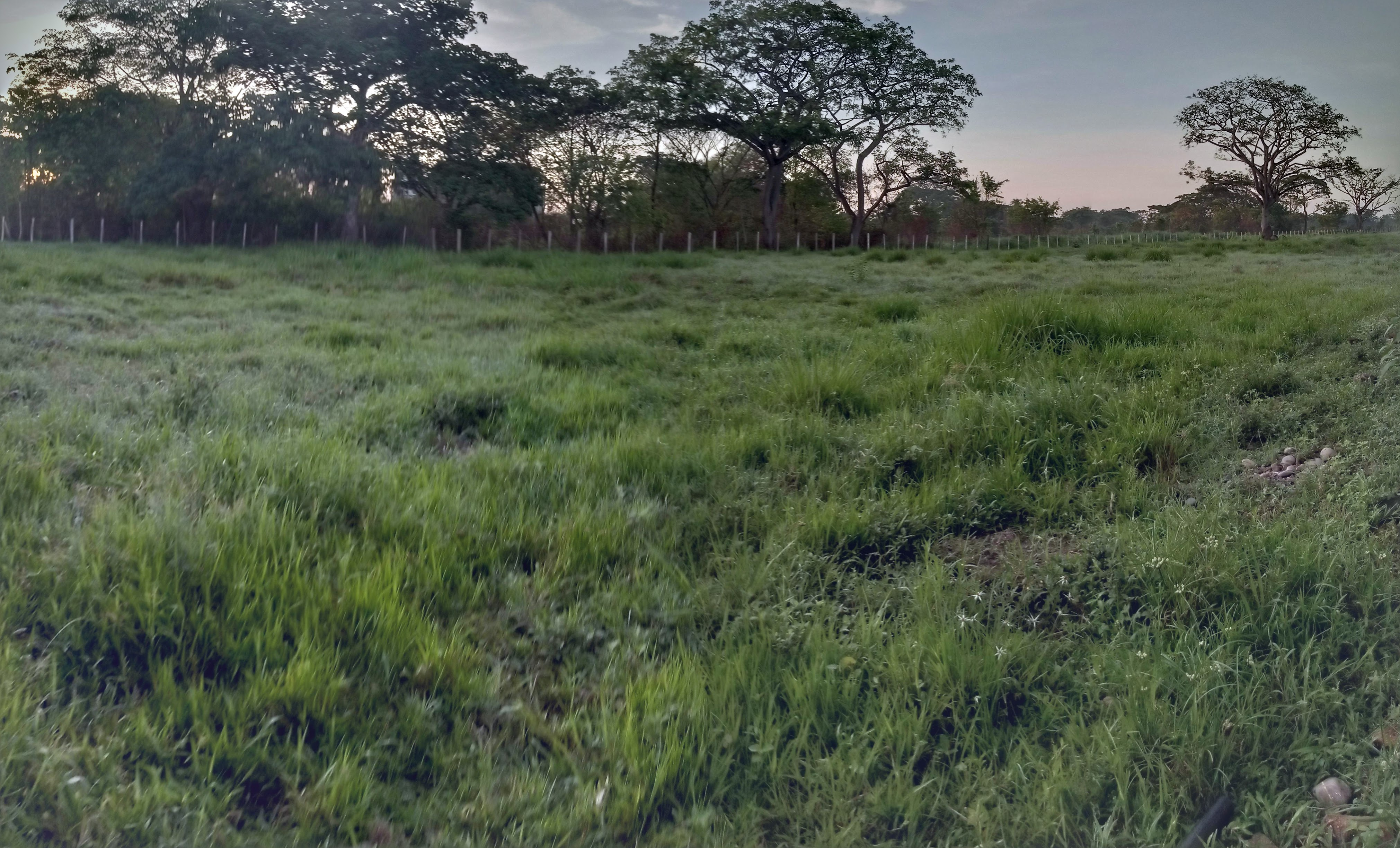
Finca Mi Esperanza a las afueras de Guanare

- Iglesia de Nuestra Señora del Pilar
- Catedral de Nuestra Señora de la Corteza
- Museo Inés Mercedes Gómez Álvarez de Guanare
- Museo de las Muñecas
- Antigua cárcel de Guanare
- Monumento El Túmulo
- Museo José Antonio Páez
- Casa de la Cultura "Guillermo Gamarra Marrero"
- Centro de Convenciones "Argimiro Gabaldón"
- Convento de San Francisco en Guanare

## Transporte

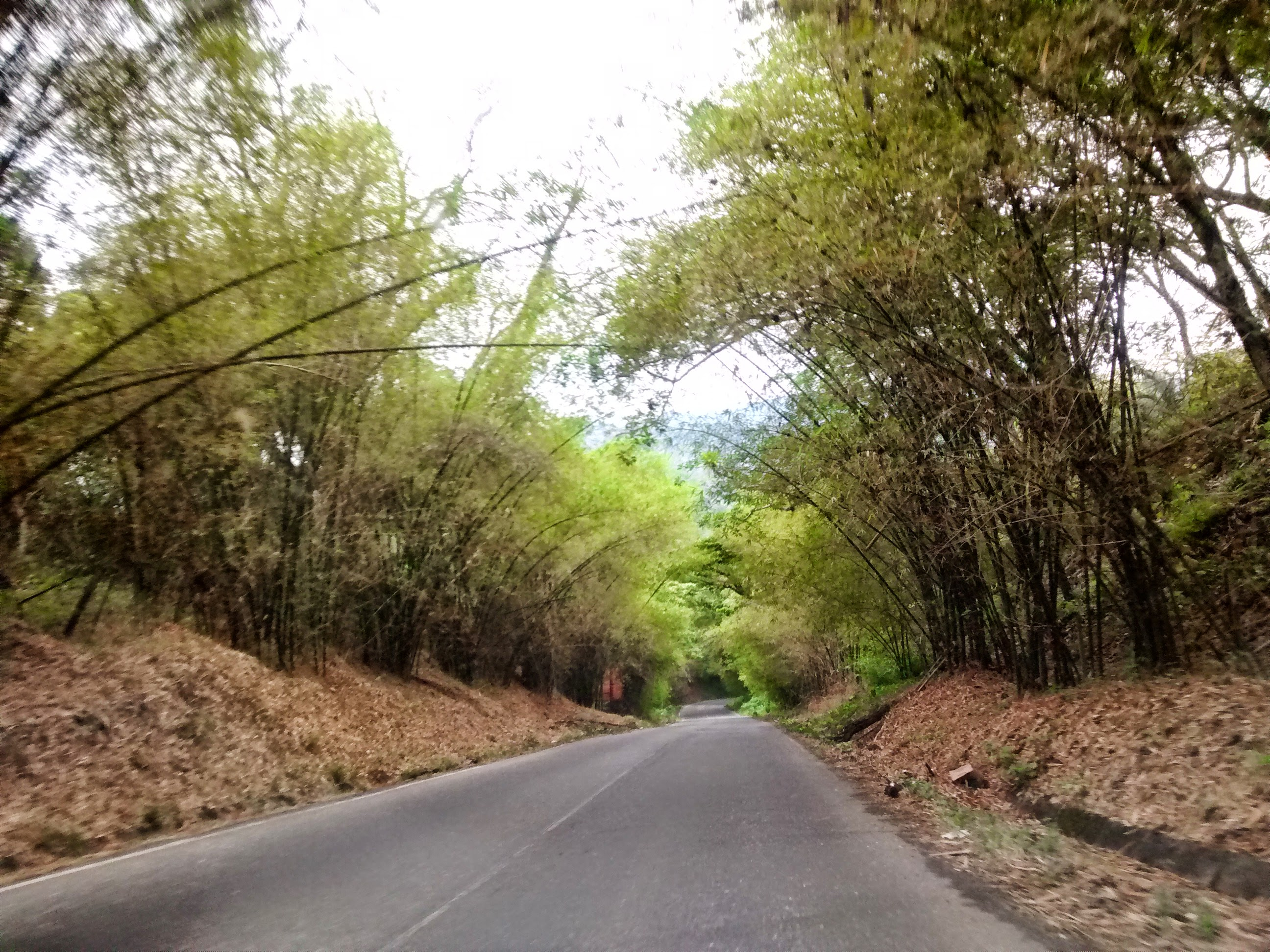
Carretera rural en el Estado Portuguesa

El estado cuenta con el Aeropuerto General de Brigada Oswaldo Guevara Mujica de Araure, que se ubica al oeste de la ciudad y mantiene vuelos privados, principalmente hacia Caracas, es operado por el Instituto Autónomo de Aeropuertos del Estado Portuguesa (IABAEP). Fue ampliado y reconstruido por necesidad de incorporar "Bomberos Aéreos", en donde se contempla el crecimiento vertical de las instalaciones del aeropuerto, el establecimiento de locales comerciales, el mejoramiento del servicio médico y los servicios de navegación; además del área de maniobras (pista). También cuenta con un Terminal de Transporte al norte, cercano a la vía que comunica con San Carlos, el cual se encarga de cubrir rutas urbanas e interurbanas. Un punto importante a resaltar es que el Instituto Autónomo de Ferrocarriles dentro del macro – proyecto “Sistema Ferroviario Nacional” está llevando a cabo el Tramo Simón Bolívar que contempla la conexión de Puerto Cabello con Acarigua, el cual rehabilitando estructuras existentes, busca satisfacer la demanda de transporte de manera eficiente y mejorar significativamente la comunicación entre los centros poblados que se ven positivamente impactados.

## Deportes
En Acarigua el Estadio Bachiller Julio Hernández Molina (béisbol) con capacidad para 12.000 aficionados; funciona el equipo de primera división Portuguesa Fútbol Club, cuya sede es el Estadio José Antonio Paéz, con una capacidad para 18.000 espectadores. En el municipio San Genaro de Boconoíto el Boconoito FC hoy extinto y en la ciudad de Turén el Atlético Turén e Internacional Turén, que milita en las divisiones inferiores del fútbol venezolano.

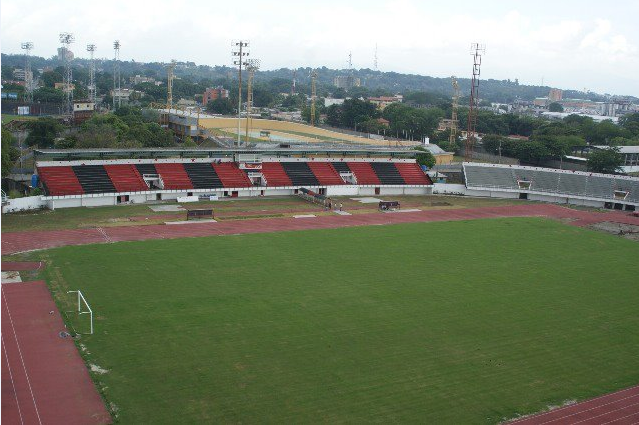
Estadio José Antonio Páez en Portuguesa

Guanare posee el equipo de Llaneros de Guanare Fútbol Club, que funciona en las instalaciones del Estadio Rafael Calles Pinto con una capacidad para 13 000 personas; recientemente, la secretaría de seguridad ciudadana de Guanare formó un equipo llamado Atlético Guanare que está participando en la Segunda División de Venezuela en la temporada 2017. El Coliseo Carl Herrera Allen, llamado más recientemente Coliseo de la Ciudad de Guanare, es una infraestructura deportiva multipropósito que posee una capacidad aproximada para 7500 personas. Fue inaugurado en honor al insigne basquetbolista venezolano Carl Herrera por el exgobernador Iván Colmenarez; funciona como sede del Llaneros de Guanare FutSal. En la Villa Deportiva de Guanare, erigida por la exgobernadora Antonia Muñoz, se efectuaron actualmente diversas mejoras entre las que destacan trabajos de remodelación y un nuevo sistema de aire acondicionado, obra emprendida por el exgobernador del estado Wilmar Castro Soteldo.
En Piritu se encuentran el Estadio Limoncito , el Parque Recreacional de Píritu, el Gimnasio Cubierto de Píritu, un Estadio de Softbol, Estadio de Béisbol Menor de Píritu, el Estadio de Fútbol de Choro Gonzalero, el Estadio de Béisbol de Choro Gonzalero, el Estadio de Fútbol de Choro Araguanei, el Estadio de Fútbol de Maporal y el Estadio de Fútbol de Paujicito

## Educación
Entre los principales centros educativos del estado se pueden citar:

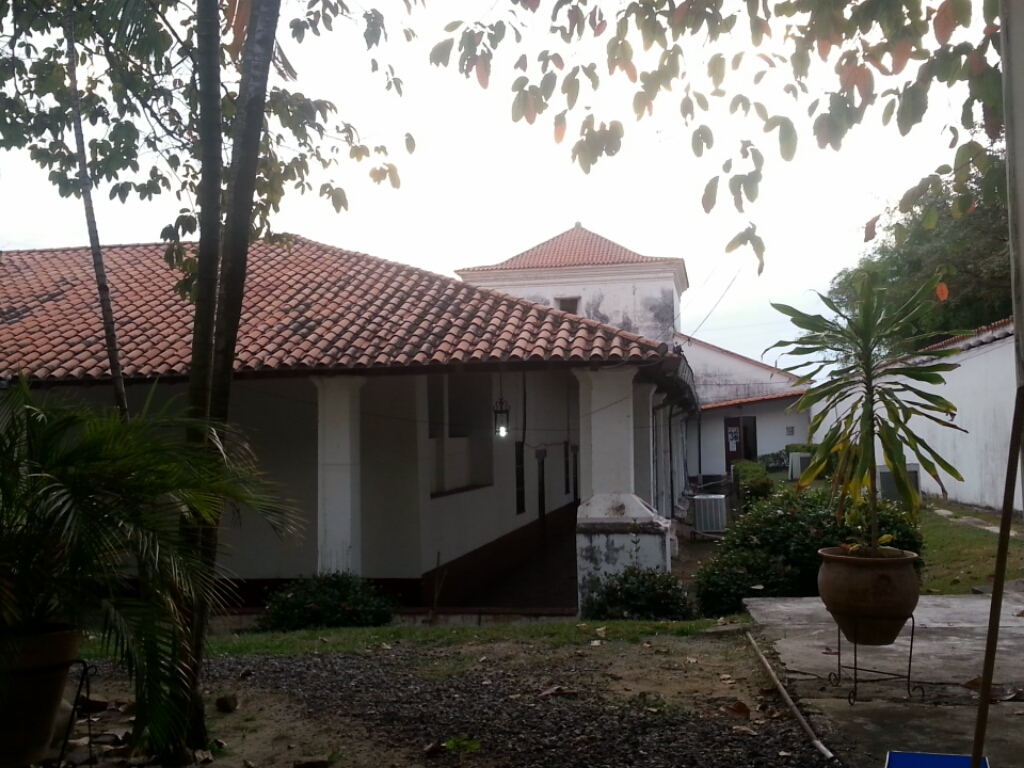
Antiguo Convento de San Francisco ahora sede del Rectorado de la Unellez en el Estado

- Universidad Nacional Experimental Simón Rodríguez Núcleo Araure.
- Universidad Nacional Experimental de Los Llanos Ezequiel Zamora
- Universidad Nacional Experimental Francisco de Miranda (UNEFM)
- Universidad Nacional Experimental Romulo Gallegos Extensión Portuguesa.
- Universidad Nacional Abierta Extensión Guanare
- Universidad Politécnica Territorial de Portuguesa Juan de Jesús Montilla (UPTP) Extensión Guanare
- Universidad Fermín Toro Núcleo Araure-Acarigua.
- Universidad Bolivariana de Venezuela.
- Universidad Yacambú.
- Universidad de los Andes, Facultad de Medicina Extensión Guanare
- Colegio Universitario Monseñor De Talavera Extensión Portuguesa-Araure.
- Universidad Nacional Abierta Extensión Portuguesa-Araure.
- Colegio Universitario Fermín Toro Extensión Acarigua - Araure
- Unearte: Universidad Experimental para las Arte
- Universidad Pedagógica Experimental Libertador
- Universidad Nacional Experimental Politécnica de la Fuerza Armada Bolivariana U.N.E.F.A. Núcleo Guanare.

## Culturas

### Festividades y tradiciones

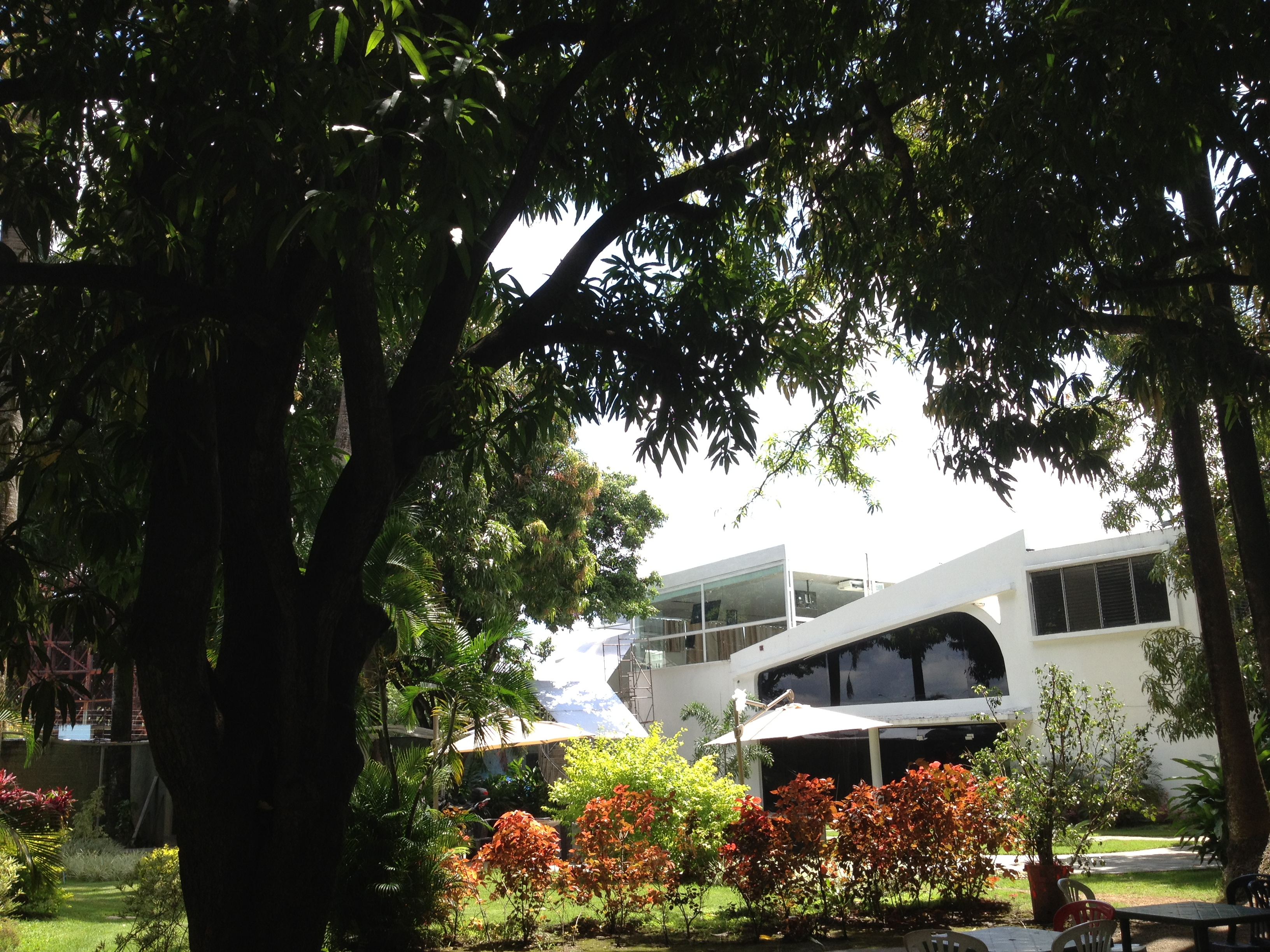
Museo de Arte Acarigua-Araure

Las tradiciones llaneras están muy relacionadas entre sí, entre ellas se pueden mencionar: Los Carnavales Turísticos del Municipio Páez con sus fabulosas carrozas y presentación de artistas regionales, nacionales e internacionales, las Navidades en Acarigua resultan ser de gran atrativo con la decoración del monumento La Espiga, en la que es bordeada con luces de Navidad en forma de Bandera de Venezuela y el árbol “Samán” ubicado al lado de la misma es envuelto con lucecitas de Navidad para el disfrute de los foráneos y visitantes, por otra parte está la celebración del cumpleaños de la ciudad cada 29 de septiembre y su «Encendido de Árbol», así como también «El Pesebre» y «La Cruz de Mayo», las retretas en las plazas, el «Baile de los Santos Inocentes» cada 28 de diciembre. De la misma manera se celebra el 13 de junio día de San Antonio, en casa de la familia Goyo Ramírez en Barrio Ajuro, aunado al Desfile Cívico del en honor al Natalicio de José Antonio Páez Herrera, «Cabalgatas», «Tardes de Toros Coleados», «Amaneceres Llaneros», entre otros. El Joropo Llanero, es el baile que acompaña la música típica de Portuguesa. Al ritmo del Arpa, el Cuatro y las Maracas, la parejas zapatean, mientras realizan sincronizados giros que simbolizan el sutil coqueteo de la mujer y el galanteo y caballerosidad del hombre, junto al desafiante espíritu del Llanero Venezolano.
Entre los juegos tradicionales se encuentran las rondas del «Juego de la Gallinita Ciega», «El Gato y el Ratón», «El Gallo y la Gallina», «El Arroz con Leche», «La Tómbola», «La Carretilla», «El Escondite», «El Fusilado», «La Zaranda», «Palito Mantequillero». Y los Juegos de Mano como los «Trompos», «Metras» (Canicas), «Perinolas», «Gurrufios», «Papagayos», «La Vieja», «El Avión», «Bolas Criollas» entre muchos otros.

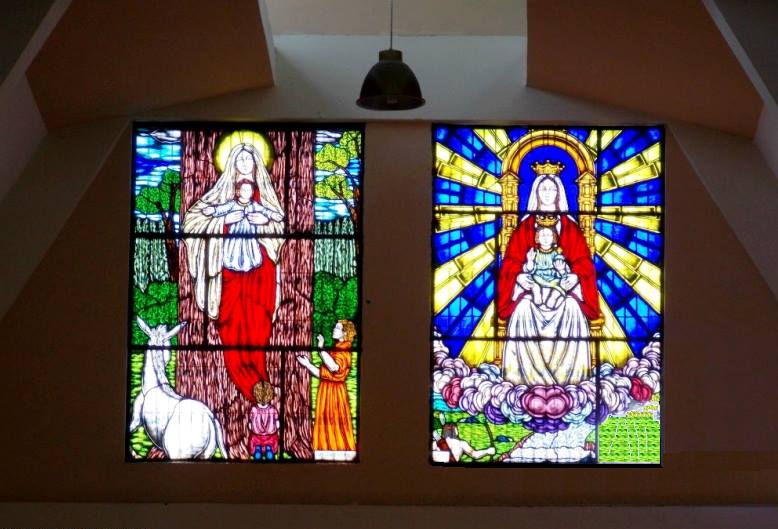
Catedral de Nuestra Señora de la Corteza

En Píritu, con proyección nacional e internacional, destaca el envió de orquídeas. Esta fue una tradición iniciada por Humberto Gallegos- Cronista fallecido de Píritu- quién junto a su familia enviaba un ramo de orquídeas que en nombre del estado Portuguesa son enviadas a Zaragoza-España. El ramo de orquídeas es confeccionado con flores orquídeas de diferentes variedades y colores provenientes de distintas regiones del país, las cuales son preparadas artísticamente y entrelazadas con cintas de los tres que forman la bandera de Venezuela. Este evento religioso se realizada cada 10 de octubre desde 1971 partiendo con los ramos que son exhibidos en la calle principal del pueblo desde primeras horas del día para luego ser llevado en desfile hasta la iglesia San Rafael Arcángel de Píritu, donde reciben la dedición del padre. En esta ceremonia participa la feligresía de diferentes colonias como; italiana, portuguesa, árabe, española, entre otras, quienes llevan sus propias orquídeas para que sean enviadas a la Virgen del Pilar de Zaragoza en España.
- Carnavales turísticos. Se inician en 1977. Pioneros en el Estado Portuguesa. Desfilan vistosas carrosas y alegres comparsas por las principales calles y avenidas. Píritu adquiere el apelativo de “Capital de la Alegría” debido a la alegría y cordialidad de su gente en la celebración de eventos, especialmente en los Carnavales Turísticos y Fiestas Patronales.
- Semana Santa. Actividad religiosa que reúne cantidad de feligreses en las misas y procesiones de Jueves y Viernes Santo.
- La noche del recuerdo. Participan personas adultas destacando la música de antaño. Se realiza los miércoles de ceniza, por la noche en la carrera 10 entre calles 9 y 10, aunque esta tradición nació en 1972 en el Caney de Florentino y el diablo.
- La noche retro. Melodías de los años 1960 – 70 y 80. Presentación de conjuntos musicales. Se inicia en 2008 al cumplir 25 años la noche del recuerdo los viernes antes de la octavita de carnaval.
- Fiestas Patronales de Piritu. Celebradas en honor de san Rafael Arcángel cada 24 de octubre. Procesión del Santo, Quema de Arbolito de fuegos artificiales, toros coleados, actividades deportivas y recreativas, exposiciones, eventos culturales, presentación de orquestas, conjuntos y artistas entre otros.
- Orquídeas Coromotanas. Ramo de orquídeas que a nombre de la Virgen del Coromoto es enviado a Zaragoza – España. La ceremonia se realiza cada 10 de octubre desde 1971 en la carrera 8 y la Iglesia San Rafael Arcángel. Es recibido el 12 de octubre en Zaragoza día de la Hispanidad y Descubrimiento de América.
- Cabalgata en Honor a San Rafael Arcángel. Esta cabalgata es realizada al santo patrón de Píritu cada 24 de octubre desde el año 2012 por parte de la Fundación Cabalgata San Rafael Arcángel, donde los jinetes y bestias recorren las principales calles del pueblo encabezados por la imagen de San Rafael Arcángel así como cantantes y músicos llaneros, hasta llegar a la iglesia católica donde en un acto central son bendecidos por el párroco de la ciudad.

### Religión
La mayor parte de la población profesa la religión cristiana en su confesión católica, aunque también se pueden encontrar otras minorías religiosas como protestantes, judíos o musulmanes estos últimos en menor número. Portuguesa es el Centro de uno de los mayores centros religiosos del país la Basílica y Santuario de la Nuestra Señora de Coromoto, patrona de Venezuela.  Destaca también en el Estado la Catedral de Nuestra Señora de la Corteza en Acarigua cuya historia se remonta siglo XVIII cuando el país todavía era una colonia española.

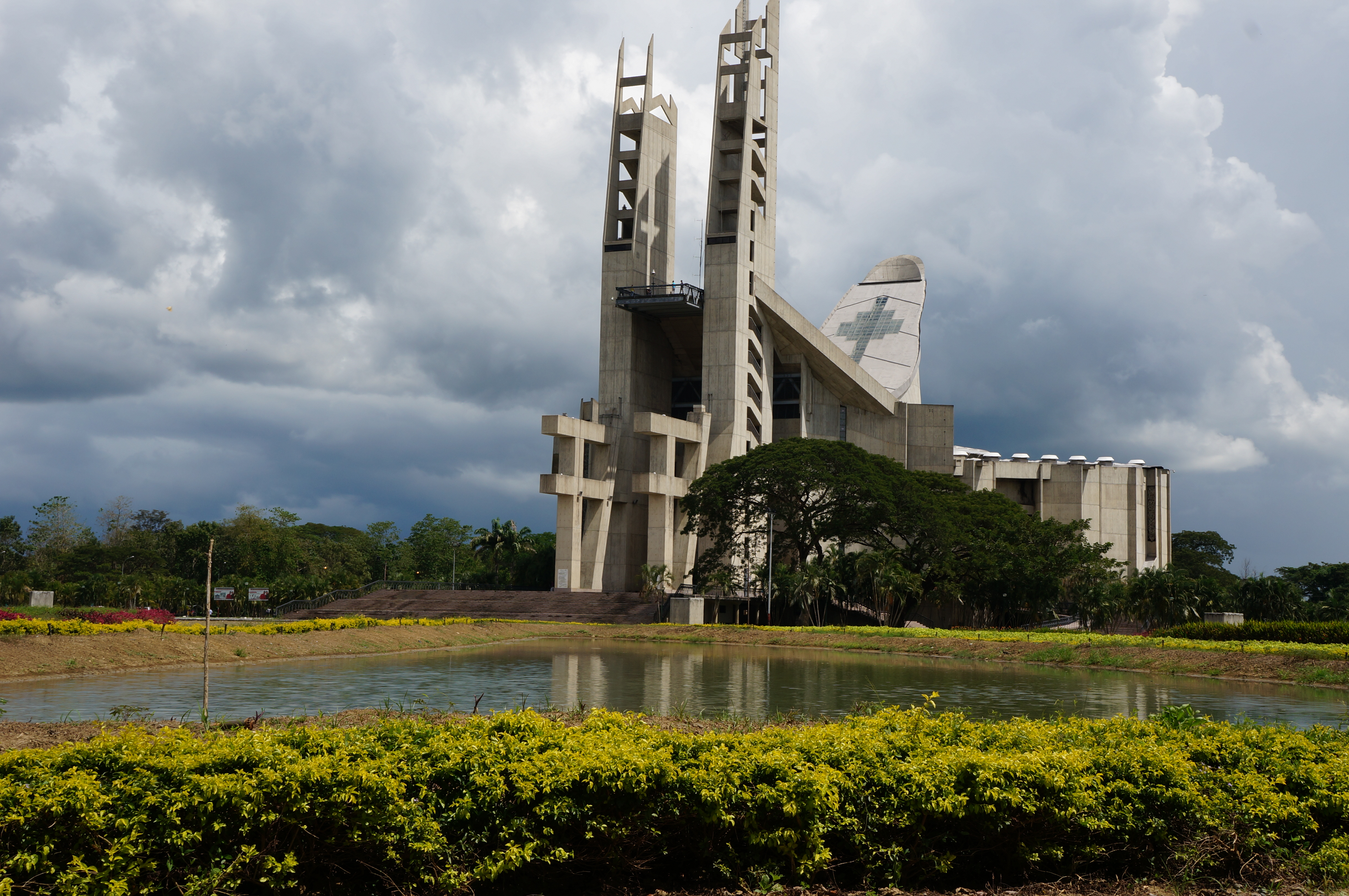
Santuario de Nuestra Señora de Coromoto

## Medios de comunicación

### Periódicos
- Última Hora (Acarigua) Archivado el 15 de junio de 2015 en Wayback Machine.
- El Regional (Araure)
- El Periódico de Occidente (Guanare)
- Ciudad Portuguesa (todo el estado)
- VeNews (Nacional)

### Televisión
- Portuguesa Televisión
- Universal Televisión (canal de televisión), alianza con Circuito Venezolano de Televisión Nacional
- Siguaraya Televisión
- Televisora Regional de Portuguesa canal 31 (GUANARE)
- Kairos Television canal 45 (GUANARE)
- Luz Tv canal 37 (GUANARE)

### Radio
- Luz FM 102.1 FM
- Suprema 92.5 FM
- Celestial Archivado el 12 de abril de 2023 en Wayback Machine. 106.3 fm
- Desafío 107.1 fm
- HOT FM CENTER 107.5 fm
- +network Acarigua-Araure.
- Latina Fm 95.5 Acarigua-Araure.
- Circuito Exito
- Circuito NEX 105.9 fm

## Política y gobierno
El Estado Portuguesa, como entidad federal autónoma con rango constitucional, posee las cinco ramas del Poder Público: Ejecutivo (Gobernación), Legislativo (Consejo Legislativo del Estado Portuguesa), Judicial (Circunscripción Judicial del Estado Portuguesa), Electoral y Ciudadano. Sus autoridades son electas por el pueblo de forma universal, directa y secreta. Está representado por 6 diputados principales en la Asamblea Nacional.

### Poder ejecutivo
Lo ejerce el gobernador del Estado Portuguesa, el secretario general de Gobierno y los secretarios de Estado que cumplen las atribuciones que determina la Constitución del Estado y de la República.
Desde 1989 los gobernadores son seleccionados en elecciones directas por la población. El primer gobernador en ser electo bajo elecciones directas fue Elías D'Onghia, del partido AD y ganó con el 38,40% de los votos. El gobernador actual es Rafael calles, del partido PSUV, quien resultó electo el 15 de octubre de 2017 y ganó con el 53,76% de los votos.
El 21 de noviembre de 2021 fue elegido Gobernador de Portuguesa: Antonio Primitivo Cedeño, con el 45,76% de los sufragios, para el período 2021-2025

### Poder legislativo
Lo ejerce el Consejo Legislativo del Estado Portuguesa un parlamento unicameral regional electo cada cuatro años que según la Constitución del Estado, posee 11 legisladores que sancionan las leyes que tienen rango estadal y cuyos miembros son elegidos de forma universal directa y secreta.